# Operação Caminhos da Vitória
A ofensiva da Líbia Central, oficialmente conhecida como Operação Caminhos para a Vitória, é uma ofensiva militar ocorrida na Líbia e lançada pelas forças do Governo do Acordo Nacional para tomar a cidade de Sirte e a Base Aérea de Al Jufra da Câmara dos Representantes, sustentada pelo Exército Nacional Líbio. A cidade de Sirte é considerada estrategicamente importante por causa de sua posição próxima às instalações petrolíferas, que lhe dão controle sobre os portos de transporte de petróleo e gás da Líbia. A Base Aérea de Al Jufra é estrategicamente importante para o Governo do Acordo Nacional, devido à sua posição central em Fezzan e sua captura impediria a superioridade aérea do Exército Nacional Líbio sobre a Líbia Central.
A ofensiva começou em 6 de junho de 2020, dois dias após a conclusão da campanha do oeste da Líbia em 2019–2020, uma tentativa fracassada do Exército Nacional Líbio de capturar Trípoli.

## Contexto
Desde 2014 uma guerra civil ocorre na Líbia e, após 2016, o país foi dividido principalmente entre a Câmara dos Representantes, baseada em Tobruk, no leste, e o Governo do Acordo Nacional, baseado em Trípoli, no oeste. O Exército Nacional Líbio do marechal de campo Khalifa Haftar presta apoio militar à Câmara dos Representantes. Os governos rivais afirmam ser o governo legítimo da Líbia. O Governo do Acordo Nacional é reconhecido internacionalmente pelo Conselho de Segurança das Nações Unidas como o governo líbio, embora o Exército Nacional Líbio receba apoio de vários países, incluindo Rússia, Emirados Árabes Unidos e França. Até 2019, o Exército Nacional Líbio controlava mais da metade da Líbia, enquanto o Governo do Acordo Nacional controlava principalmente Trípoli e algumas outras áreas.
Em abril de 2019, as forças de Haftar lançaram uma operação para assumir o controle da capital Trípoli e controlar toda a Líbia. Após catorze meses de combates, o Governo do Acordo Nacional conseguiu assegurar Trípoli e repelir as forças orientais da cidade em 4 de junho de 2020. Depois disso, os militares do Governo do Acordo Nacional lançaram uma contra-ofensiva. A cidade de Sirte e a base aérea de Al Jufra, nas proximidades, são consideradas essenciais para controlar os portos de petróleo da Líbia ao longo do Mar Mediterrâneo, e abriga caças MiG-29 e bombardeiros Su-24 fornecidos pela Rússia às forças de Haftar. A sala de operações Sirte-Jufra foi criada pelo Governo do Acordo Nacional para supervisionar as operações do Exército Líbio na área, com o brigadeiro-general Ibrahim Bayt al-Mal como comandante.

## A campanha
Em 5 de junho as forças do Governo do Acordo Nacional recapturaram grande parte do território no noroeste da Líbia que foi tomado pelo Exército Nacional Líbio durante sua ofensiva de 2019 sob Trípoli.
No dia seguinte, as forças do Governo do Acordo Nacional lançaram uma ofensiva para recapturar Sirte, cidade mantida pelo Exército Nacional Líbio.
Em 7 de junho, as tropas do Governo do Acordo Nacional entram em Sirte. No entanto, um contra-ataque do Exército Nacional Líbio usando drones, aeronaves e artilharia forçou os atacantes a recuarem, causando pesados reveses aos combatentes do Governo do Acordo Nacional e dos rebeldes sírios. De acordo com fontes líbias e búlgaras, um ataque aéreo lançado de uma aeronave desconhecida, possivelmente MiG-29, destruiu um comboio militar turco, deixando baixas (incluindo entre os militares turcos e os rebeldes sírios) e interrompendo o avanço do Governo do Acordo Nacional.
Em 8 de junho, a força afiliada ao Governo do Acordo Nacional declarou que assumiu o controle de dois distritos nos arredores de Sirte, e no dia seguinte, o governo de Tripoli rejeita uma proposta de cessar-fogo oferecida pelo Egito.
Em 11 de junho, o Exército Nacional Líbio conseguiu retardar o avanço do Governo do Acordo Nacional em direção a Sirte, usando seu poder aéreo.
Em 4 de julho, aviões de guerra "estrangeiros" não identificados alinhados ao Exército Nacional Líbio alvejaram a Base Aérea de Al-Watiya. Os ataques aéreos destruíram o equipamento militar do Governo do Acordo Nacional trazido pela Turquia; incluindo, as defesas aéreas MIM-23 Hawk e o sistema de guerra eletrônica KORAL estacionados na base.
Em 13 de julho, a Turquia avisou Haftar que, caso suas forças não se retirarem, serão usadas ações militares contra elas. Enquanto isso, o Egito envolve-se em negociações com a Grécia sobre a Líbia para apoiar o Exército Nacional Líbio.

## Reações internacionais
Em 21 de junho, o presidente egípcio Abdel Fattah al-Sisi disse que Sirte e Jufra são uma "linha vermelha" para o Egito e que o Egito intervirá militarmente caso o Governo do Acordo Nacional e seus aliados turcos capturem a área detida pelo Exército Nacional Líbio. Um porta-voz do governo turco disse que qualquer cessar-fogo permanente exige a retirada do Exército Nacional Líbio de Sirte. A Arábia Saudita também mostrou seu apoio à posição do Egito, juntamente com a Jordânia.
O Governo do Acordo Nacional condenou a declaração do presidente egípcio, dizendo que é "um ato hostil e interferência direta, e equivale a uma declaração de guerra". Aguila Saleh Issa, presidente da Câmara dos Representantes da Líbia, apoiou a declaração de assistência de Sisi e do Egito contra o Governo do Acordo Nacional. Issa disse à mídia egípcia: "O povo líbio está solicitando oficialmente que o Egito interfira com forças militares caso as necessidades de manutenção da segurança nacional e da segurança nacional egípcia exigirem isso". O primeiro-ministro do Governo do Acordo Nacional, Fayez al-Sarraj, vetou uma proposta egípcia para a realização de uma reunião da Liga Árabe para discutir a situação na Líbia. O presidente Sisi inspecionou as tropas na fronteira ocidental do Egito com a Líbia e disse que os militares egípcios estão preparados para intervir.
Em 22 de junho, o presidente francês Emmanuel Macron condenou o papel da Turquia no apoio ao Governo do Acordo Nacional, chamando-o de "jogo perigoso".  Também no mesmo dia, o general Stephen J. Townsend, comandante dos Comando dos Estados Unidos para a África e o embaixador dos Estados Unidos na Líbia, Richard Norland, encontraram-se com Fayez al-Sarraj e sua delegação em Zuwara, perto da fronteira com a Tunísia. Em 24 de junho, o ministro das Relações Exteriores da Itália, Luigi Di Maio, reuniu-se com Fayez al-Sarraj em Trípoli para enfatizar "a necessidade de retomar o processo político e acabar com a interferência estrangeira". Em 10 de julho, o Egito começa a aumentar a prontidão militar ao iniciar uma confrontação em potencial com a Turquia sobre a Líbia.